# Trinity College (Oxford)

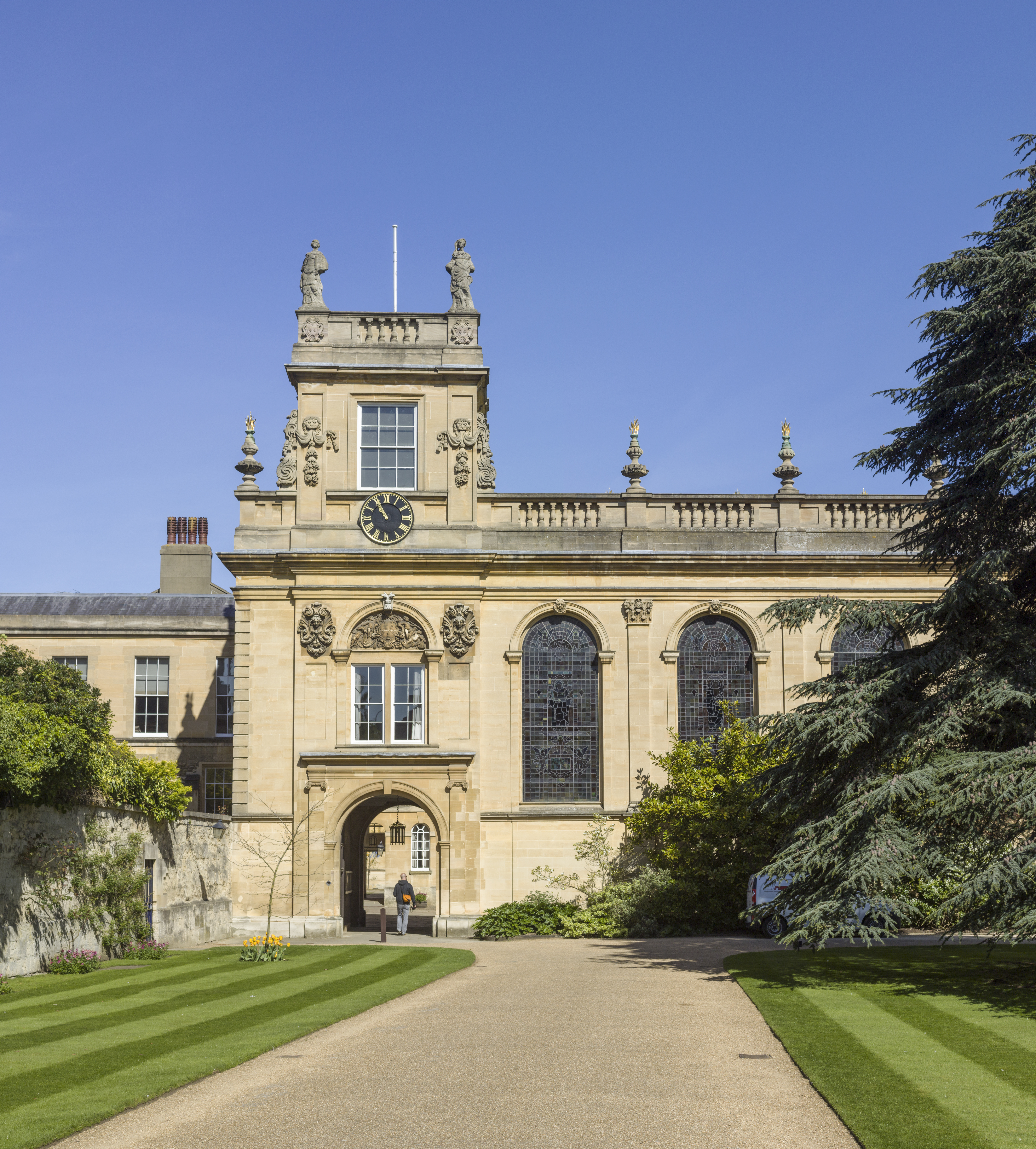
Die Kapelle des Trinity College

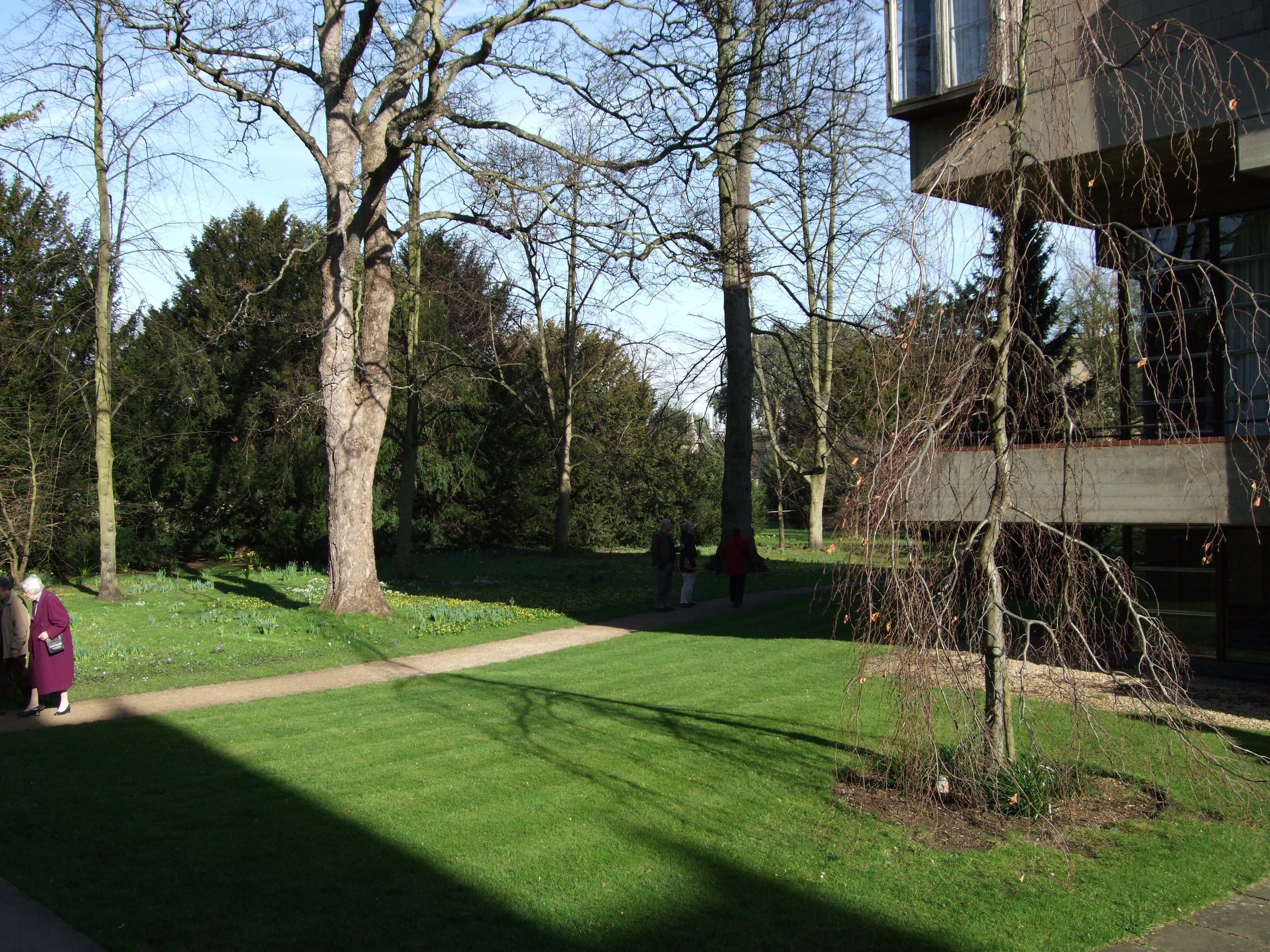
Der Garten des Trinity College

Das Trinity College in Oxford (England) (rechtlich: The College of the Most Holy and Undivided Trinity and Sir Thomas Pope (Knight)) ist eines der konstituierenden Colleges der University of Oxford. Das College wurde 1555 von Thomas Pope auf dem ehemaligen Gelände des Durham College gegründet.
Trotz seiner physischen Größe ist das College mit etwa 400 Studenten relativ klein. Es wurde als College für Männer gegründet und nimmt seit 1979 Frauen auf. Im Jahr 2019 verfügte Trinity über eine finanzielle Ausstattung von etwa 154,8 Mio. £.
Trinity hat drei britische Premierminister hervorgebracht und belegt nach Christ Church und Balliol den dritten Platz in Bezug auf die Anzahl ehemaliger Studenten, welche das Amt innehatten.

## Anlage
Das Trinity College befindet sich in der Broad Street, in unmittelbarer Nachbarschaft zum Balliol College. Es wird von einer eisernen Palisade und nicht von einer Mauer umgeben, wodurch es im Vergleich zu anderen Colleges in Oxford eine offenere und zugänglichere Erscheinung hat. Trotz der Größe seiner Gebäude gibt es am Trinity College weniger als 300 Studenten.

## Durham College
An dem Ort, an dem das Trinity College heute steht, stand früher das Durham College. Dieses wurde 1286 gegründet, in der gleichen Zeit wie die ältesten anderen Colleges, die heute noch bestehen. Durham College war für Benediktinermönche von der Kathedrale in der Stadt Durham rund um einen einzigen Innenhof gebaut worden, der heute noch Durham Quadrangle heißt. Das einzige vom alten College erhalten gebliebene Gebäude ist die Old Library aus dem Jahr 1421. Das Durham College war ursprünglich der heiligen Trinität, der heiligen Jungfrau und dem heiligen Cuthbert geweiht. Es wird angenommen, dass das Trinity College seinen Namen von dieser Widmung hat. Die Aufhebung erfolgte durch Heinrich VIII.

## Geschichte
Trinity College wurde 1555 von Sir Thomas Pope gegründet, einem Katholiken ohne überlebende Kinder, der hoffte, durch die Gründung eines College in die Gebete der Studenten eingeschlossen zu werden. Die ursprüngliche Stiftung versorgte einen Präsidenten, zwölf fellows, zwölf Gelehrte und bis zu 20 Studenten. Die fellows waren gehalten, dem Klerus anzugehören und unverheiratet zu bleiben.

## Schwester-College
Das Schwester-College des Trinity College in der University of Cambridge ist das Churchill College.

## Persönlichkeiten

### Alumni
- Richard Aungerville (Durham College)
- Henry Ireton
- Laurence Binyon
- James Bryce, 1. Viscount Bryce
- Richard Francis Burton
- Norris McWhirter
- Henry Moseley
- John Henry Newman
- William Pitt, 1. Earl of Chatham
- Arthur Quiller-Couch
- Terence Rattigan
- George Rawlinson
- Christopher Maude Chavasse
- George Ferguson Bowen
- Albrecht Graf von Bernstorff
- Kenneth Clark
- James Mirrlees

### Professoren
- Hans Adolf Krebs
- Ronald Syme
- Thomas Warton